# Gleichenia longissima
Gleichenia longissima là một loài dương xỉ trong họ Gleicheniaceae. Loài này được Blume mô tả khoa học đầu tiên năm 1828.